# John Teast Waterhouse
John Teast Waterhouse ( 1924 -1983) fue un botánico australiano. Se especializó en la familia Myrtaceae.
En 1964 realizó su Bachelor of Sciences, y luego y su tesis Some aspects of the status of the family Xanthorrhoeaceae, de M.Sc. en la "Universidad de Nueva Gales del Sur", en 1967.

## Algunas publicaciones

### Libros
- 1967. Some Aspects of the Status of the Family Xanthorrhoeaceae Hutchinson. Editor Univ. of New South Wales, 210 pp.

## Honores
En su honor se nombró el Herbario de la "Escuela de Ciencias del Ambiente, Biológicas, y de la Tierra, de la Universidad de Nueva Gales del Sur; del cual él fue un importante aportante con su "Colección Magela Creek".
- La abreviatura «J.T.Waterh.» se emplea para indicar a John Teast Waterhouse como autoridad en la descripción y clasificación científica de los vegetales.[2]

Posee unos 60 registros de sus identificaciones y clasificaciones de nuevas especies, las que publicaba habituamente en :  Austral. J. Bot.; Kew Bull. siempre en sociedad con Peter G.Wilson